# اچ‌ام‌اس ووستر (۱۷۶۹)
اچ‌ام‌اس ووستر (۱۷۶۹) (به انگلیسی: HMS Worcester (1769)) یک کشتی بود که طول آن ۱۵۹ فوت (۴۸ متر) بود. این کشتی در سال ۱۷۶۹ ساخته شد.